# Granodiorit
Granodiorit je intruzivna magmatska kamnina (globočnina) podobna granitu, vendar vsebuje več plagioklaza kot ortoklaza. Uradno je definiran kot faneritska magmatska kamnina z več kot 20 volumskimi odstotki kremena (SiO2), v glinencih pa je najmanj 65% plagioklaza. Običajno vsebuje veliko biotitne sljude in amfibola in je zato temnejši od granita. Sljuda ima lahko dobro formirane heksagonalne, amfibol pa igličaste  kristale. 
Granodiorit je relativno lahka kamnina z gostoto od 2,64 do 2,70 g/cm3.

## Zgodovina
Izraz granodiorit je prvi uporabil G.F. Becker leta 1893 na zemljevidih Gold Belt v Sierri Nevadi. Kamnino je prvi opisal W. Lindgren leta 1893.

## Opis
Granodiorit je praviloma grobo ali srednje zrnata kamnina od sive do belo sive barve. V granodioritih porfiritskega tipa z neenakomerno velikostjo zrn lahko kristali glinenca dosežejo velikost do nekaj centimetrov. Smeri zrn mineralov so navidezno neurejene, podrobnejše preiskave pa vendarle pogosto pokažejo urejeno teksturo glinencev. Za kamnine magmatskega izvora takšna tekstura ni nič nenavadnega.

## Mineralna sestava
Granodiorit vsebuje granitne glinence, kremen in sljude, zato ga je precej težko ločiti od granita. V nasprotju z granitom vsebuje bistveno več plagioklaza kot kalijevega glinenca.  Vsebnost plagioklaza v glinencih je 65-90%, značilna vsebnost kremena pa 20-60 volumskih %. Vsebnost mafičnih mineralov je po navadi višja kot v granitu. Med mafičnimi minerali sta najpogostejša rogovača in biotit, ki dajeta granodioritu nekoliko temnejšo barvo. Granodiorit je zaradi večje vsebnosti železa in magnezija vezni člen med granitom in dioritom (kremenovim dioritom), kar pove že samo ime.  
Med spremljajočimi minerali so najpogostejši alanit, apatit, titanit in cirkon, včasih tudi epidot in cojzit. Granodiorit je kot neprozoren rudni mineral pogosto podoben ilmenitu in magnetitu.
Granodioriti z manj kot 5% temnih mineralov, predvsem biotita in rogovače, so levko-granodioriti, tisti z več kot 25% pa mela-grandioriti.
Granodioriti imajo najpogosteje naslednjo sestavo (v volumskih odstotkih):
- kremen: 19 – 26 %
- alkalni glinenec:  17 – 21 %
- plagioklaz: 44 – 48 %
- biotit: 3 –  10 %
- rogovača: 0 – 7%
- klinopiroksen: prisoten v izjemnih primerih
- spremljajoči minerali in rudnine: do 1,5 %

## Kristaljenje
Prisotnost biotita in zlasti rogovače kažeta, da so granodioritske magme vsebovale 3 – 5 % vode. Poskusi kristaljenja so potrdili dominantno vlogo plagioklaza, ki je skupaj z biotitom, rogovačo, akcesornimi minerali in rudami  kristalil v širokem razponu temperatur. Kremen in alkalni glinenec sta izkristalila šele malo pred doseženo spodnjo temperaturo kristaljenja, običajno kot polnilo med relativno velikimi, večinoma izomorfnim zrni plagioklaza.

## Vključki
Granodiorit lahko včasih vsebuje vključke tujih mafičnih kamnin, predvsem takih, ki vsebujejo kremen, na primer diorita, kremenovega diorita ali gabra. Med ključki so tudi tujki (ksenokristali) in biotitski vključki, tako imenovane enclaves surmicacées. Na podoben način je lahko granodiorit vključek v drugih kamninah. 

## Nahajališča
Granodiorit je razširjen po celem svetu. Podobno kot ekvivalentni dacit je vezan predvsem na subdukcijske cone aktivnih robov kontinentalnih plošč. Največja nahajačišča granodiorita so zato v Sierri Nevadi v zahodnih ZDA in perujskih obalnih batolitih. Veliko granodiorita iz paleozoika je tudi v Lachlan Fold Beltu v vzhodnem delu Avstralije. 
V Evropi se granodiorit najde na Finskem, v Franciji (Centralni masiv in Pireneji), Italiji (Adamello, Elba, Giglio, Presanella, Rieserfernergruppe, Toskana), Slovaški, Češki, Nemčiji (Bayerischen Wald, Erzgebirge, Fichtelgebirge, Harz, Lausitzer Gebirge, Odenwald in Schwarzwald) in Avstriji (Gornja Avstrija). 
V Sloveniji se kremenov granodiorit nahaja v osrednjem delu Pohorja, kjer je v terciarju prodrl na površje kot lakolit (čok) in je najstarejša metamorfna kamnina na našem ozemlju. Kamnino so včasih imenovali tonalit, vendar so ime spremenili, ker ni ustrezalo njegovi mineraloški zgradbi.

## Uporaba
Granodioriti imajo podobne tehnične značilnosti kot graniti. Lahko se obdelujejo in polirajo.
Granodioriti se obdelujejo že od davnine. V rimskih časih so to priljubljeno gradivo lomili in obdelovali na primer na Mons Claudianus v Egiptu. Zaradi velike odpornosti je primeren za talne obloge, stopnice,fasade in pločnike. 
V vsakdanjem življenju se izraza granodiorit zaradi podobnosti z granitom skorajda ne uporablja in se namesto njega uporablja kar izraz granit.